# Hewitt-Gletscher
Der Hewitt-Gletscher ist ein 24 km langer Gletscher an der Shackleton-Küste der antarktischen Ross Dependency. Er fließt von den östlichen Hängen der Holland Range zwischen dem Lewis Ridge und Mount Tripp in das Richards Inlet des Lennox-King-Gletschers.
Benannt wurde er von Teilnehmern einer von 1959 bis 1960 durchgeführten Kampagne im Rahmen der New Zealand Geological Survey Antarctic Expedition nach Leonard Rodney Hewitt (≈1913–1964), Leiter der Scott Base im Jahr 1959.